# Demetrious Johnson
Demetrious Khrisna Johnson (Madisonville, 13 agosto 1986) è un ex lottatore di arti marziali miste statunitense.
Combatteva nell'organizzazione singaporiana ONE FC, dopo aver avuto un passato nella UFC, nella quale è stato il primo campione dei pesi mosca difendendo il titolo per un record di undici volte consecutive dal 2012 al 2018. In passato ha combattuto anche come peso gallo, arrivando persino a sfidare il campione Dominick Cruz per il titolo UFC.

## Carriera nelle arti marziali miste

### Inizi
Johnson iniziò con la lotta libera presso l'istituto Washington High School, dove eccelleva anche nella corsa e nel baseball; nelle competizioni scolastiche dello stato del Washington ottenne un secondo ed un terzo posto.
L'esordio come professionista nelle arti marziali miste avvenne nel 2007 con la promozione King of the Cage.
In sei incontri disputati in leghe minori Johnson ottenne sei vittorie, cinque delle quali nel primo round.

### World Extreme Cagefighting
L'esordio di Johnson nell'organizzazione WEC è amaro, in quanto fu una sconfitta ai punti contro l'inglese Brad Pickett.
Johnson seppe subito risollevarsi e nei successivi due incontri sconfisse Nick Pace e Damacio Page, facendosi segnalare come un lottatore di alto livello nella categoria dei pesi gallo e con la fusione di WEC nell'organizzazione UFC entrò a far parte di quest'ultima.

### Ultimate Fighting Championship
In UFC Johnson prosegue il trend positivo e sconfigge ai punti l'ex campione Hero's Norifumi Yamamoto.
Il capolavoro lo realizza il 28 maggio 2011 nell'evento UFC 130: Rampage vs. Hamill sconfiggendo il dominatore dei pesi gallo WEC Miguel Torres.
Johnson può così ambire alla meta massima di un lottatore di arti marziali miste in quegli anni, ovvero il titolo UFC, detenuto dall'ultimo campione dei pesi gallo WEC Dominick Cruz: dopo 5 round di intenso combattimento Johnson viene sconfitto con un punteggio di 50–45, 49–46 e 50–45.
Nel 2012 l'UFC decide di istituire la cintura di campione dei pesi mosca, categoria di peso nella quale Johnson decide di passare prendendo parte al torneo dell'evento UFC on FX: Alves vs. Kampmann che determinerà il campione dei pesi mosca UFC.
Qui affronta una prima volta Ian McCall in un incontro equilibratissimo: inizialmente i giudici assegnano una vittoria non unanime a Johnson, ma successivamente il risultato viene cambiato in un pareggio.
In giugno ha il rematch contro McCall, incontro dominato in almeno due round e che quindi vinse per decisione unanime dei giudici di gara.

#### Campione dei pesi mosca UFC
La finale contro Joseph Benavidez si giocò il 22 settembre 2012 in Canada con l'evento UFC 152: Johnson fece abbastanza da convincere due giudici su tre ad assegnargli la vittoria ai punti, vittoria che ottenne con un punteggio finale di 48-47, 47-48 e 49-46, divenendo il primo campione dei pesi mosca UFC.
Nel 2013 difese per la prima volta il proprio titolo con successo contro il pericoloso John Dodson: Johnson faticò notevolmente durante i primi due round ma riuscì ad imporsi in modo convincente nelle ultime riprese, ottenendo la vittoria con un punteggio di 49-46, 48-47 e 48-47.
La seconda difesa del titolo, prevista contro John Moraga, doveva avvenire in aprile ma un infortunio capitato al campione causò il posticipo della sfida a luglio: Johnson dominò il proprio avversario e ottenne una vittoria per finalizzazione che mancava da sette incontri, sottomettendo Moraga con una leva al braccio durante l'ultimo round e venendo premiato con il riconoscimento Submission of the Night.
In dicembre difende la cintura di campione per la terza volta contro il più temuto avversario Joseph Benavidez, risolvendo l'incontro con uno spettacolare KO durante il primo round che gli valse anche il premio Knockout of the Night.
La quarta difesa avvenne nel giugno 2014 contro il campione di sambo Ali Bagautinov, una vittoria dominante nella quale tutti i giudici premiarono lo statunitense con il punteggio di 50-45; fu anche il primo pay per view dell'UFC che presentò Johnson nel main event ed in generale un incontro di pesi mosca come match principale.
In agosto Johnson avrebbe dovuto difendere il titolo contro Chris Cariaso, ma successivamente il match venne spostato il 27 settembre all'evento UFC 178: "Mighty Mouse" fu ancora una volta dominante e vinse per sottomissione durante la seconda ripresa.
In aprile del 2015 affrontò il giapponese Kyoji Horiguchi, in un incontro valido per il titolo dei pesi mosca UFC. Il match, inizialmente previsto come co-main event della card fu spostato come main event, a causa della cancellazione dell'incontro tra TJ Dillashaw e Renan Barão. Johnson dominò l'intero incontro mandando a segno svariati takedown; durante l'ultimo round ad un secondo dalla fine riuscì a connettere con un armbar portando a casa una strepitosa vittoria per sottomissione, ottenendo inoltre il record per la finalizzazione più lunga nella storia della UFC e anche il riconoscimenti Performance of the Night.
A settembre affrontò per la seconda volta John Dodson all'evento UFC 191. Johnson difese anche questa volta il titolo, dominando il match per tutta la durata dell'incontro e vincendolo per decisione unanime.
Il 23 aprile 2016 dovette difendere il titolo per l'ottava volta contro Henry Cejudo. A soli 2 minuti e 49 secondi dall'inizio dell'incontro, Johnson riuscì a colpire Cejudo alla testa con una gomitata e una ginocchiata in posizione di clinch, con questa combinazione di colpì stordi leggermente il suo avversario che indietreggiando, venne nuovamente colpito da un diretto in pieno volto e una ginocchiata allo stomaco che lo mandarono al tappeto, da questa posizione Johnson riuscì a chiudere il match per KO tecnico. Con questa vittoria ottenne il riconoscimento Performance of the Night.
Come sua nona difesa titolata avrebbe dovuto affrontare, all'evento UFC 201, il brasiliano Wilson Reis. L'8 luglio però, Johnson dovette rinunciare all'incontro a causa di un infortunio subito in allenamento.
A dicembre del 2016 dovette affrontare il vincitore della ventiquattresima stagione del reality show The Ultimate Fighter, Tim Elliott. Dopo aver rischiato la sottomissione al primo round, Johnson fece prevalere la sua superiorità nel grappling nei successivi 4 round, vincendo l'incontro per decisione unanime. 
Il 7 ottobre 2017, a UFC 216, affronta Ray Borg battendolo con una spettacolare armbar al quinto round. Con questa vittoria segna il record per il maggior numero di difese consecutive di un titolo UFC (undici), superando il precedente primato di Anderson Silva, e ottiene anche il riconoscimento Performance of the Night.

#### Perdita del titolo
Il 4 agosto affronta per la seconda volta Henry Cejudo nel co-main event di UFC 227, venendo sconfitto per decisione non unanime al termine dei cinque round: questa è stata la prima sconfitta di Johnson dal 2011 nonché la prima nei pesi mosca. Entrambi gli atleti furono premiati con il riconoscimento Fight of the Night.

## Risultati nelle arti marziali miste
| Risultato | Record | Avversario        | Metodo                            | Evento                                               | Data              | Round | Tempo | Città                    | Note                                                            |
| --------- | ------ | ----------------- | --------------------------------- | ---------------------------------------------------- | ----------------- | ----- | ----- | ------------------------ | --------------------------------------------------------------- |
| Vittoria  | 31-4-1 | Adriano Moraes    | KO (ginocchiata volante)          | ONE on Prime Video 1                                 | 27 agosto 2022    | 4     | 3:50  | Kallang, Singapore       | Performance of the Night.                                       |
| Sconfitta | 30-4-1 | Adriano Moraes    | KO (ginocchiata e pugni)          | One on TNT 1                                         | 7 aprile 2021     | 2     | 2:24  | Kallang, Singapore       |                                                                 |
| Vittoria  | 30-3-1 | Danny Kingad      | Decisione (unanime)               | One Championship: Century Part 1                     | 13 ottobre 2019   | 3     | 5:00  | Tokyo, Giappone          | Vince la One Championship Flyweight Grand Prix                  |
| Vittoria  | 29-3-1 | Tatsumitsu Wada   | Decisione (unanime)               | ONE Championship: Dawn of Heroes                     | 2 agosto 2019     | 3     | 5:00  | Pasay, Filippine         | ONE Championship Flyweight Grand Prix, Semifinale               |
| Vittoria  | 28-3-1 | Yuya Wakamatsu    | Sottomissione (guillotine choke)  | ONE Championship: A New Era                          | 31 marzo 2019     | 2     | 2:40  | Tokyo, Giappone          | ONE Championship Flyweight Grand Prix, Quarti di finale         |
| Sconfitta | 27-3-1 | Henry Cejudo      | Decisione (non unanime)           | UFC 227: Dillashaw vs. Garbrandt 2                   | 4 agosto 2018     | 5     | 5:00  | Los Angeles, Stati Uniti | Perde il titolo dei pesi mosca UFC, Fight of the Night          |
| Vittoria  | 27–2–1 | Ray Borg          | Sottomissione (flying armbar)     | UFC 216                                              | 7 ottobre 2017    | 5     | 3:15  | Las Vegas, Stati Uniti   | Difende il titolo dei Pesi Mosca UFC, Performance of the Night  |
| Vittoria  | 26–2–1 | Wilson Reis       | Sottomissione (armbar)            | UFC on Fox: Johnson vs. Reis                         | 15 aprile 2017    | 3     | 4:49  | Kansas City, Stati Uniti | Difende il titolo dei Pesi Mosca UFC. Performance of the Night. |
| Vittoria  | 25-2-1 | Tim Elliott       | Decisione (unanime)               | The Ultimate Fighter: Tournament of Champions Finale | 3 dicembre 2016   | 5     | 5:00  | Las Vegas, Stati Uniti   | Difende il titolo dei Pesi Mosca UFC                            |
| Vittoria  | 24-2-1 | Henry Cejudo      | KO tecnico (ginocchiate al corpo) | UFC 197: Jones vs. Saint Preux                       | 23 aprile 2016    | 1     | 2:49  | Las Vegas, Stati Uniti   | Difende il titolo dei Pesi Mosca UFC Performance of the Night   |
| Vittoria  | 23-2-1 | John Dodson       | Decisione (unanime)               | UFC 191: Johnson vs. Dodson 2                        | 5 settembre 2015  | 5     | 5:00  | Las Vegas, Stati Uniti   | Difende il titolo dei Pesi Mosca UFC                            |
| Vittoria  | 22-2-1 | Kyoji Horiguchi   | Sottomissione (armbar)            | UFC 186: Johnson vs. Horiguchi                       | 25 aprile 2015    | 5     | 4:59  | Montréal, Canada         | Difende il titolo dei Pesi Mosca UFC; Performance of the Night  |
| Vittoria  | 21-2-1 | Chris Cariaso     | Sottomissione (kimura)            | UFC 178: Johnson vs Cariaso                          | 27 settembre 2014 | 2     | 2:39  | Las Vegas, Stati Uniti   | Difende il titolo dei Pesi Mosca UFC                            |
| Vittoria  | 20-2-1 | Ali Bagautinov    | Decisione (unanime)               | UFC 174: Johnson vs. Bagautinov                      | 14 giugno 2014    | 5     | 5:00  | Vancouver, Canada        | Difende il titolo dei Pesi Mosca UFC                            |
| Vittoria  | 19-2-1 | Joseph Benavidez  | KO (pugno)                        | UFC on Fox: Johnson vs. Benavidez 2                  | 14 dicembre 2013  | 1     | 2:08  | Sacramento, Stati Uniti  | Difende il titolo dei Pesi Mosca UFC                            |
| Vittoria  | 18-2-1 | John Moraga       | Sottomissione (armbar)            | UFC on Fox: Johnson vs. Moraga                       | 27 luglio 2013    | 5     | 3:43  | Seattle, Stati Uniti     | Difende il titolo dei Pesi Mosca UFC                            |
| Vittoria  | 17-2-1 | John Dodson       | Decisione (unanime)               | UFC on Fox: Johnson vs. Dodson                       | 26 gennaio 2013   | 5     | 5:00  | Chicago, Stati Uniti     | Difende il titolo dei Pesi Mosca UFC                            |
| Vittoria  | 16-2-1 | Joseph Benavidez  | Decisione (non unanime)           | UFC 152: Jones vs. Belfort                           | 22 settembre 2012 | 5     | 5:00  | Toronto, Canada          | Vince il torneo ed il titolo dei Pesi Mosca UFC                 |
| Vittoria  | 15-2-1 | Ian McCall        | Decisione (unanime)               | UFC on FX: Johnson vs. McCall                        | 8 giugno 2012     | 3     | 5:00  | Sunrise, Stati Uniti     | Torneo per il titolo dei Pesi Mosca UFC, Semifinale             |
| Parità    | 14-2-1 | Ian McCall        | Parità                            | UFC on FX: Alves vs. Kampmann                        | 3 marzo 2012      | 3     | 5:00  | Sydney, Australia        | Torneo per il titolo dei Pesi Mosca UFC, Semifinale             |
| Sconfitta | 14–2   | Dominick Cruz     | Decisione (unanime)               | UFC Live: Cruz vs. Johnson                           | 1º ottobre 2011   | 5     | 5:00  | Washington, Stati Uniti  | Per il titolo dei Pesi Gallo UFC                                |
| Vittoria  | 14–1   | Miguel Torres     | Decisione (unanime)               | UFC 130: Rampage vs. Hamill                          | 28 maggio 2011    | 3     | 5:00  | Las Vegas, Stati Uniti   |                                                                 |
| Vittoria  | 13–1   | Norifumi Yamamoto | Decisione (unanime)               | UFC 126: Silva vs. Belfort                           | 5 febbraio 2011   | 3     | 5:00  | Las Vegas, Stati Uniti   | Debutto in UFC                                                  |
| Vittoria  | 12–1   | Damacio Page      | Sottomissione (ghigliottina)      | WEC 52: Faber vs. Mizugaki                           | 11 novembre 2010  | 3     | 2:27  | Las Vegas, Stati Uniti   |                                                                 |
| Vittoria  | 11–1   | Nick Pace         | Decisione (unanime)               | WEC 51: Aldo vs. Gamburyan                           | 30 settembre 2010 | 1     | 1:06  | Broomfield, Stati Uniti  |                                                                 |
| Sconfitta | 10–1   | Brad Pickett      | Decisione (unanime)               | WEC 48: Aldo vs. Faber                               | 24 aprile 2010    | 3     | 5:00  | Sacramento, Stati Uniti  | Debutto in WEC                                                  |
| Vittoria  | 10–0   | Jesse Brock       | KO (calcio alla testa)            | AFC 68                                               | 10 febbraio 2010  | 1     | 1:06  | Anchorage, Stati Uniti   |                                                                 |
| Vittoria  | 9–0    | Frankie Mendez    | Sottomissione (rear naked choke)  | King of the Cage: Thunderstruck                      | 15 agosto 2009    | 1     | 4:38  | Everett, Stati Uniti     |                                                                 |
| Vittoria  | 8–0    | Louie Contreras   | Sottomissione (rear naked choke)  | Genesis: Rise of Kings                               | 27 giugno 2009    | 1     | -     | Shoreline, Stati Uniti   |                                                                 |
| Vittoria  | 7–0    | Forrest Seabourn  | Sottomissione (rear naked choke)  | Genesis: Cold War                                    | 6 dicembre 2008   | 1     | -     | Bellevue, Stati Uniti    |                                                                 |
| Vittoria  | 6–0    | Jose Garza        | Sottomissione (armbar)            | AX FC 22: Last Man Standing                          | 16 agosto 2008    | 2     | 1:56  | Lynnwood, Stati Uniti    |                                                                 |
| Vittoria  | 5–0    | Louis Contreras   | Sottomissione (keylock)           | USA MMA: Northwest Fighting Challenge 6              | 29 marzo 2008     | 1     | -     | Tumwater, Stati Uniti    |                                                                 |
| Vittoria  | 4–0    | Eric Alvarez      | Decisione (unanime)               | AX FC 20: March Madness                              | 8 marzo 2008      | 3     | 5:00  | Lynnwood, Stati Uniti    |                                                                 |
| Vittoria  | 3–0    | Jeff Bourgeois    | Decisione (unanime)               | AX FC 18: The Art of War                             | 22 settembre 2007 | 3     | 5:00  | Lynnwood, Stati Uniti    |                                                                 |
| Vittoria  | 2–0    | Pedro Mercado     | KO Tecnico (pugni)                | KOTC: No Holds Barred                                | 14 luglio 2007    | 1     | 1:25  | Porterville, Stati Uniti |                                                                 |
| Vittoria  | 1–0    | Brandon Fieds     | KO (pugno)                        | AX FC 16: Annihilation                               | 28 aprile 2007    | 1     | 0:45  | Everett, Stati Uniti     |                                                                 |